# BBC African Sports Personality of the Year

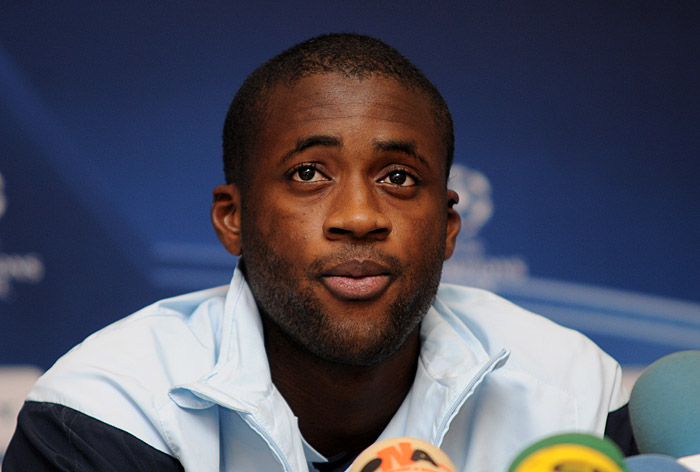
Yaya Touré, vítěz za rok 2015.

Ocenění BBC African Footballer of the Year je udělováno nejlepšímu africkému hráči roku na základě hlasování posluchačů rozhlasových stanic BBC od roku 1991. Hlasování probíhá online a prostřednictvím SMS. V letech 1992 a 1993 nebylo uděleno. V roce 1994 jej získala zambijská fotbalová reprezentace poté, co nadějný tým velmi těsně nepostoupil na Mistrovství světa ve fotbale 1994 v USA především kvůli ztrátě 18 hráčů při letecké havárii nedaleko gabonského hlavního města Libreville při cestě na zápas do Senegalu.

## Přehled vítězů
| Rok  | Vítěz                            | Klub                             |
| ---- | -------------------------------- | -------------------------------- |
| 1991 | Abédi Pelé                       | Olympique Marseille              |
| 1992 | —                                | —                                |
| 1993 | —                                | —                                |
| 1994 | Zambijská fotbalová reprezentace | Zambijská fotbalová reprezentace |
| 1995 | George Weah                      | AC Milán                         |
| 1996 | Emmanuel Amuneke                 | Sporting Lisabon FC Barcelona    |
| 1997 | Nwankwo Kanu                     | FC Inter Milán                   |
| 1999 | Nwankwo Kanu                     | Arsenal                          |
| 2000 | Patrick M’Boma                   | Cagliari Parma Calcio 1913       |
| 2001 | Samuel Kuffour                   | Bayern Mnichov                   |
| 2002 | El Hadji Diouf                   | Lens Liverpool                   |
| 2003 | Jay-Jay Okocha                   | Bolton Wanderers                 |
| 2004 | Jay-Jay Okocha                   | Bolton Wanderers                 |
| 2005 | Mohamed Barakat                  | Al-Ahly SC                       |
| 2006 | Michael Essien                   | Chelsea                          |
| 2007 | Emmanuel Adebayor                | Arsenal                          |
| 2008 | Mohamed Aboutrika                | Al-Ahly SC                       |
| 2009 | Didier Drogba                    | Chelsea                          |
| 2010 | Asamoah Gyan                     | Sunderland                       |
| 2011 | André Ayew                       | Olympique Marseille              |
| 2012 | Christopher Katongo              | Che-nan Ťien-jie                 |
| 2013 | Yaya Touré                       | Manchester City                  |
| 2014 | Yacine Brahimi                   | Granada CF FC Porto              |
| 2015 | Yaya Touré                       | Manchester City                  |
| 2016 | Rijád Mahriz                     | Leicester City                   |
| 2017 | Mohamed Salah                    | AS Řím Liverpool                 |
| 2018 | Mohamed Salah                    | Liverpool                        |